# Coluber vittacaudatus
Coluber vittacaudatus este o specie de șerpi din genul Coluber, familia Colubridae, descrisă de Blyth 1854. Conform Catalogue of Life specia Coluber vittacaudatus nu are subspecii cunoscute.